# Lesovsky
Lesovsky var en amerikansk formelbiltillverkare som designade och tillverkade Indy 500-bilar, som användes av ett antal team i Indianapolis Grand Prix i formel 1 några säsonger under 1950-talet. Samtliga bilar hade motorer från Offenhauser och däck från Firestone.
Någon seger blev det aldrig, men en pole position och ett snabbaste varv blev det i Indianapolis Grand Prix 1959.

## Indy 500-team som tävlat i formel 1 i Lesovskybilar
| Team                         | Säsonger         |
| ---------------------------- | ---------------- |
| Bowes Racing Inc             | 1950             |
| Coast Grain Co               | 1952             |
| Joseph Massaglia Jr          | 1956, 1957, 1958 |
| Lindsey Hopkins              | 1952             |
| Lou Moore                    | 1950, 1951       |
| Murrell Belanger             | 1952, 1953       |
| Racing Associates            | 1959, 1960       |
| Roger Wolcott                | 1957, 1958       |
| Wolcott Memorial Racing Team | 1959             |